# ヒエロニムス・プレトリウス
ヒエロニムス・プレトリウス（Hieronymus Praetorius, 1560年8月10日 - 1629年1月27日）は北ドイツの後期ルネサンス音楽の作曲家・オルガニスト。有名なミヒャエル・プレトリウスとの血縁関係は不明である。

## 生涯
ハンブルクに生まれ、生涯のほとんどをその地に過ごす。父親で作曲家のヤーコプにオルガンを学び、その後ケルンでさらに研鑽を積む。1580年にエアフルトでオルガニストになるが、1582年にはハンブルクに戻ってしまう。ハンブルクに戻ると父親のオルガニスト助手として聖ヤコビ教会に仕え、1586年に父親が没すると終身オルガニストに就任した。1596年にグレーニンゲンに行き、同地でミヒャエル・プレトリウスやハンス・レーオ・ハスラーの面識を得る。おそらくこの時期に両者の音楽に親しみ、そこから同時代のヴェネツィア楽派の作曲手法を熟知したらしい。

## 作品と影響力
ヒエロニムス・プレトリウスはいくつかのミサ曲と、10曲のマニフィカト、そして数多くのモテットを作曲した。好んでラテン語のテクストに曲付けしている。作品のほとんどは、複合唱様式によって作曲されており、北ドイツにおいて進歩的なヴェネツィア楽派の様式が使われた最初の作例となっている。8声部から20声部が合唱に使われるが、それは2つから4つのグループに分割される。これらのアンサンブルのために書かれた曲の量や難度から察すると、作曲者自身は上演にあたって、よく訓練された、みがき抜かれた音楽家を用いたに違いない。
ヒエロニムス・プレトリウスは、ヴェネツィア楽派による作曲という点では進歩的であったものの、ラテン語の歌詞を利用し、同時代の他のドイツ人作曲家が熱心に学んだ通奏低音を避けたという点では保守的であった。声楽曲のほとんどがアカペラ様式で作曲されている。
ヒエロニムス・プレトリウスは、オルガン伴奏つきの、4声体のドイツ語コラール集を編集した最初の作曲家であり、その響きは数世紀にわたってプロテスタント教会の基準となってきた。この曲集に収められた曲は、ハンブルクの4つの教会から集められたが、88曲のうち21曲はヒエロニムス自身の作曲である。現存するオルガン曲のうち、9曲がマニフィカトの編曲であり、それらは定旋律を用いて、いちじるしく対位法的に書かれている。